# Banovina de Zeta
La Banovina de Zeta (en serbocroata: Зетска бановина/Zetska banovina) o el Banato de Zeta, era una de las provincias (banovina) del Reino de Yugoslavia entre 1929 y 1941. Esta provincia consistía de todos los territorios del actual estado de Montenegro así como de algunas partes adyacentes de Serbia central, Kosovo, Croacia, y de Bosnia-Herzegovina. Fue nombrada por el río que la circundaba que a su vez daba nombre al territorio medieval de Zeta que corresponde tanto territorial como étnicamente al actual estado moderno de Montenegro. La ciudad capital de la Banovina era Cetiña.

## Límites fronterizos

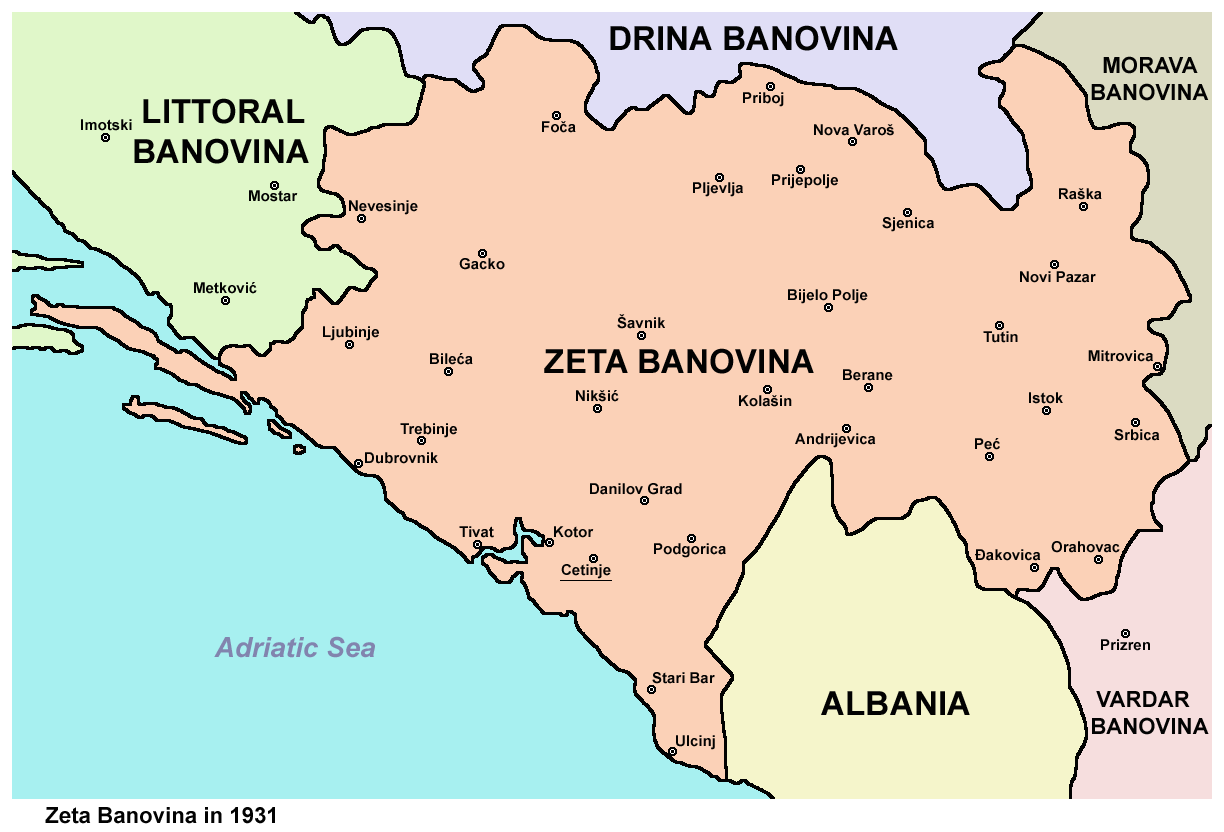
Mapa de la Banovina de Zeta

De acuerdo a la Constitución del Reino de Yugoslavia de 1931:

La Banovina de Zeta está delimitada al norte por las fronteras de la banovina del litoral y la banovina del Drina... así como por la intersección fronteriza de los tres distritos de Dragačevo, Žiča y Studenica. Hasta éste punto su última frontera nacional será con Albania. Las fronteras de ésta Banovina siguen al oeste por los distritos de Studenica, Deževa, Mitrovica, Drenica y el Drin, incluyendo todos los anteriores distritos. Las fronteras coincidirán hasta el Mar Adriático, donde se sitúa la frontera interestatal yugoslavo-albanesa.

## Historia
En 1939, las áreas habitadas por los croatas de la Banovina de Zeta provenientes de la Bahía de Kotor hasta Pelješac, incluyendo a Dubrovnik; fueron fusionadas en la nueva Banovina de Croacia.
En 1941, la 2da guerra mundial, los poderes aliados ocuparon militarmente las áreas del Banato de Zeta y posteriormente se lo repartieron. Una pequeña área cercana al Golfo de Kotor fue anexada por la Italia fascista mientras que gran parte fue administrada por las autoridades aliadas a la autoridad militar de Montenegro fascista y la Albania fascista. Las áreas occidentales hicieron parte de la Serbia ocupada por los nazis y las áreas restantes fueron luego parte del Estado Independiente de Croacia.
Tras el final de la guerra, la región sería dividida entre Montenegro, Bosnia y Herzegovina, Serbia y Croacia cuando la región pasó a control de una nueva entidad federal dentro de la Yugoslavia socialista.

## Demografía
Según los datos del censo de 1931, la Banovina de Zeta tenía una población de 925,516 habitantes en un área de 30,997 km².

## Banes de Zeta
- 1929–1931: Krsto Smiljanić
- 1931–1932: Uroš Krulj
- 1932–1934: Aleksa Stanišić
- 1934–1936: Mujo Sočica
- 1936–1939: Petar Ivanišević
- 1939–1941: Božidar Krstić
- 1941: Blažo Đukanović (hasta el 17 de abril de 1941)